# Reptilisocia impetigo
Reptilisocia impetigo is een vlinder in de onderfamilie Tortricinae van de familie bladrollers (Tortricidae). De wetenschappelijke naam is voor het eerst geldig gepubliceerd in 2012 door Józef Razowski.

## Type
- holotype: "female. 7.I.1986. leg. D.J.L. Agassiz. genitalia slide no. 32682"
- instituut: BMNH, Londen, Engeland
- typelocatie: "Papua New Guinea, Southern Highlands, Bosavi, 2300 ft"